# Genajd Shypheja
Genajd Shypheja (* 6. August 1994 in Tirana) ist ein albanischer Tennisspieler.

## Werdegang
Shypheja begann im Alter von sechs Jahren mit dem Tennis. Im Mai 2012 wurde er erstmals für die albanische Davis-Cup-Mannschaft nominiert, der er seither angehört. Seine Matchbilanz im Davis Cup verzeichnet einen Sieg bei vier Niederlagen (Stand Juli 2013).